# Soft Bomb
Soft Bomb — третий студийный альбом новозеландской инди-рок группы The Chills из Данидина. Он был выпущен 30 июня 1992 года на лейбле Slash Records.

## Отзывы
| Оценки критиков  | Оценки критиков |
| Источник         | Оценка          |
| ---------------- | --------------- |
| AllMusic         | [ 1 ]           |
| Alternative Rock | 8/10            |
| Robert Christgau | A-              |

Soft Bomb получил положительные отзывы от музыкальных критиков. Критик AllMusic Нед Раггетт оценил альбом на 3 из 5 и отметил, что «Результат получился неплохим, но не таким ярко выраженным, как у Chills — почти идеальное слияние и расширение предыдущих стилей на Submarine Bells стало больше похоже на мешок с мусором, с несколькими неловкими ударами по альтернативному альбому для взрослых. Другие мелодии варьируются от бравурных (и перепродюсированных?) рокеров до серии треков под названием „Soft Bomb“, разбросанных по всему альбому, как рекламные паузы».
The New York Times писала: «Странные и величественные, эти песни — попытка мистера Филлиппса проверить и изменить возможности поп-музыки». The Washington Post назвала альбом «мерцающим, плавучим удовольствием». Автор Дэйв Томпсон в своей книге Alternative Rock (2000) большую часть своей рецензии посвятил «Song for Randy Newman Etc», отметив также «Water Wolves» и «Double Summer».

## Список композиций
Все песни написаны Мартином Филлиппсом.
1. «The Male Monster from the Id»
2. «Background Affair»
3. «Ocean Ocean»
4. «Soft Bomb»
5. «there is no harm in trying»
6. «Strange Case»
7. «Soft Bomb II»
8. «So Long»
9. «Song for Randy Newman etc.»
10. «Sleeping Giants»
11. «Double Summer»
12. «Sanctuary»
13. «Halo Fading»
14. «there is no point in trying»
15. «Entertainer»
16. «Water Wolves»
17. «Soft Bomb III»